# Marie N
Marie N (egentlig Marija Naumova; 23. juni 1973) er en lettisk sangerinde, bedst kendt internationalt som vinder af Eurovision Song Contest i 2002 med sangen "I Wanna", hvor hun undervejs i optrædningen gik fra at være klædt i herretøj til at være klædt i kjole. Hun var vært ved Eurovision Song Contest 2003 sammen med Renārs Kaupers.

## Diskografi
- 1998: До светлых слёз
- 2000: Ieskaties acīs
- 2001: Ma Voix, Ma Voie (LV:Gold certification[1])
- 2002: On A Journey
- 2002: Noslēpumi
- 2004: Nesauciet sev līdzi
- 2005: Another Dream
- 2010: Lullabies
- 2016: Uz Ilūziju Tilta